# Torneo de Bali
El Torneo de Bali fue un torneo de tenis de la WTA que se llevó a cabo en Bali, Indonesia. Realizado desde 1990, este evento se jugaba sobre canchas duras descubiertas. En las ediciones de 1999 y 2000, el torneo se llevó a cabo en Kuala Lumpur, Malasia. Se disputó hasta el año 2008.

## Campeonas

### Individuales
| Año                   | Campeona            | Finalista           | Resultado           |
| Surabaya, Indonesia   | Surabaya, Indonesia | Surabaya, Indonesia | Surabaya, Indonesia |
| --------------------- | ------------------- | ------------------- | ------------------- |
| 1994                  | Elena Wagner        | Ai Sugiyama         | 2-6, 6-0, ret.      |
| 1995                  | Wang Shi Ting       | Yi Jing Qian        | 6-1, 6-1            |
| 1996                  | Wang Shi Ting       | Nana Miyagi         | 6-4, 6-0            |
| 1997                  | Dominique van Roost | Lenka Nemecková     | 6-1, 6-3            |
| Kuala Lumpur, Malasia |                     |                     |                     |
| 1999                  | Åsa Svensson        | Erika de Lone       | 6-2, 6-4            |
| 2000                  | Henrieta Nagyová    | Iva Majoli          | 6-4, 6-2            |
| Bali, Indonesia       |                     |                     |                     |
| 2001                  | Angelique Widjaja   | Joannette Kruger    | 7-6(2), 7-6(4)      |
| 2002                  | Svetlana Kuznetsova | Conchita Martínez   | 3-6, 7-6(4), 7-5    |
| 2003                  | Elena Dementieva    | Chanda Rubin        | 6-2, 6-1            |
| 2004                  | Svetlana Kuznetsova | Marlene Weingärtner | 6-1, 6-4            |
| 2005                  | Lindsay Davenport   | Francesca Schiavone | 6-2, 6-4            |
| 2006                  | Svetlana Kuznetsova | Marion Bartoli      | 7-5, 6-2            |
| 2007                  | Lindsay Davenport   | Daniela Hantuchová  | 6-4, 3-6, 6-2       |
| 2008                  | Patty Schnyder      | Tamira Paszek       | 6-3, 6-0            |

### Dobles
| Año  | Campeonas                                | Finalistas                                  | Resultado            |
| ---- | ---------------------------------------- | ------------------------------------------- | -------------------- |
| 1994 | Yayuk Basuki Romana Tedjakusuma          | Kyoko Nagatsuka Ai Sugiyama                 | W/O                  |
| 1995 | Petra Kamstra Tina Križan                | Nana Miyagi Stephanie Reece                 | 2-6, 6-4, 6-1        |
| 1996 | Alexandra Fusai Kerry Anne Guse          | Tina Križan Noëlle Van Lottum               | 6-4, 6-4             |
| 1997 | Kerry Anne Guse Rika Hiraki              | Maureen Drake Renata Kolbovic               | 6-1, 7-6(5)          |
| 1999 | Jelena Kostanić Tina Pisnik              | Rika Hiraki Yuka Yoshida                    | 3-6, 6-2, 6-4        |
| 2000 | Henrieta Nagyová Sylvia Plischke         | Vanessa Webb Liezel Horn                    | 6-4, 7-6(4)          |
| 2001 | Evie Dominikovic Tamarine Tanasugarn     | Janet Lee Wynne Prakusya                    | 6-7(4), 6-2, 6-3     |
| 2002 | Cara Black Virginia Ruano Pascual        | Svetlana Kuznetsova Arantxa Sánchez Vicario | 6-2, 6-3             |
| 2003 | Maria Vento-Kabchi Angelique Widjaja     | Emilie Loit Nicole Pratt                    | 7-5, 6-2             |
| 2004 | Ai Sugiyama Anastasia Myskina            | Svetlana Kuznetsova Arantxa Sánchez Vicario | 6-3, 6-4             |
| 2005 | Anna-Lena Groenefeld Meghann Shaughnessy | Yan Zi Zheng Jie                            | 6-3, 6-3             |
| 2006 | Lindsay Davenport Corina Morariu         | Natalie Grandin Trudi Musgrave              | 6-3, 6-4             |
| 2007 | Ji Chunmei Sun Shengnan                  | Jill Craybas Natalie Grandin                | 6-3, 6-4             |
| 2008 | Su-Wei Hsieh Shuai Peng                  | Marta Domachowska Nadia Petrova             | 6-7(4), 7-6(3), 10-7 |